# Públia Hortênsia de Castro
Públia Hortênsia de Castro   (Vila Viçosa, 1548 (Gregorià) - Évora, 1595) va ser una erudita i humanista en la cort de Caterina d'Àustria, Reina de Portugal.
Nascuda en 1548 a Vila Viçosa, Portugal, li van posar Hortensia, la famosa oradora romana i filla de Quintus Hortensius, suggerint que els seus pares tenien la intenció de convertir-se en una dona ben educada. Evidentment va estudiar grec i llatí, i quan tenia disset anys estava participant en debats públics sobre Aristòtil. Hi ha històries que diuen que vestida de nen com el seu germà, va anar a la Universitat de Coïmbra, a Lisboa, però els historiadors ho consideren poc probable. No obstant això, se sap que va compondre salms en llatí, encara que ara estan perduts, i va ser prou admirada pel rei Felip II que li va concedir una pensió per a tota la vida.
Finalment va abandonar la cort i es va unir a un convent d'Agustines. Va morir a Évora el 1595.
El 1978, Lisboa va honrar Castro donant-li el seu nom a un carrer en la zona de Carnide.